# گون‌دوغدو (گرگر)
گون‌دوغدو (به ترکی استانبولی: Gündoğdu) (به کردی: Mîşraq) یک منطقهٔ مسکونی کردنشین در ترکیه است که در گرگر، آدیامان واقع شده‌است.